# Мисс Вселенная 2004
Мисс Вселенная 2004 (англ. Miss Universe 2004) — 53-й конкурс Мисс Вселенная, финал которого проходил 23 августа 2004 года в столице Эквадора Кито. Победительницей стала австралийка Дженнифер Хоукинс.
Участницы прибыли в Кито и участвовали три недели в репетициях и предварительных соревнованиях, предшествующих основному телевизионному конкурсу. Конкурс проходил в Кито и других городах Эквадора Гуйякиле, Куэнке и Риобамба.
Второй год подряд ведущими были Билли Буш и Дейзи Фуэнтес, которые проводили телевизионный конкурс, им помогала соведущая Глория Эстефан.
По окончании австралийская модель Дженнифер Хоукинс была удостоена титула Мисс Вселенная 2004 года, и получила корону из рук от предыдущей победительницы Амелии Веги из Доминиканской Республики. Хоукинс первая австралийская Мисс Вселенная после Керри Энн Уэллс, которая выиграла в 1972 году. Она также первая блондинка Мисс Вселенная после Ангелы Виссер в 1989 году.

## Отборочный этап в России
Отборочный этап конкурса «Мисс Вселенная» проводился интернет-холдингом «Рамблер». Среди других кандидатов была выставлена Алена Мигачёва (р. 5 апреля 1989) под псевдонимом Алёна Писклова. Подруга Алены разместила её фото на конкурсе как шутку. Алена имеет немодельную внешность. Рост — 164 см, вес — 60 кг, параметры — 90 — 75 — 100.
Пользователи рунета стали активно голосовать за Алёну Писклову. Возникло движение «Нет куклам Барби!». За неё было отдано 37929 голосов. 27716 голосов являлись высшей оценкой. В результате онлайнового голосования Алёна Писклова победила и вышла в полуфинал.
Победа в финале решалась платным SMS-голосованием, и при существующей поддержке интернет-пользователей Алёна могла попасть на международный финал конкурса «Мисс Вселенная», но её дисквалифицировали из-за возраста.
Заместитель генерального директора интернет-холдинга Rambler Иван Засурский утверждал, что голосование за Алёну Писклову стало самым массовым за всю историю рунета. Rambler признал Алёну Писклову «Человеком года» в номинации «Прочее».

Интернет-издание Вебпланета писало: 
…шутка интернетчиков вызвала такой резонанс в обществе, каким не может похвастаться ни один конкурс красоты. Статьи о «Мисс Вселенной» и об Алене Пискловой были опубликованы как в мировых (The Guardian, The Times, BBC), так и крупнейших общенациональных СМИ («Коммерсантъ», «МК», «КП», «Известия», «Власть»); всего более 100 статей и телесюжетов. Общее количество голосов, поданных за участниц конкурса, превысило миллион.
Массовая интернет-поддержка Алёны Пискловой стала прототипом нового явления — сетевого флешмоба. После протестного голосования за Алёну Писклову последовала серия скандальных «антигламурных» флешмобов, направленных против популярных артистов — Филиппа Киркорова («Миллион против Киркорова»), Евгения Петросяна и др.

## Принимающий город
Кито (Эквадор) был официально объявлен городом проведения конкурса 19 августа 2003 года. Город заплатил 5 млн $ за право проведения конкурса, хотя он ожидал окупить затраты через туристов и продажу прав на показ телевизионного конкурса.
Министр экономики Эквадора выступил с заявлением, опровергнув слухи, что проведение конкурса под угрозой, и конкурс переносится в Китай, и он призвал поддержать проведение конкурса в Эквадоре. В качестве дополнительного стимула для туристов авиакомпания American Airlines, ставшая официальным спонсором конкурса, предложила туристам 5 % скидку на авиабилеты в Кито для поездки на конкурс, а также 10 % скидку для тех, кто забронировал на месяц вперед. Попытка использования конкурса в своих интересах со стороны правительства угрожала падением рейтинга страны и в итоге коррупционный скандал привел к отстранению президента Гутьерреса от должности в политически нестабильной стране.
До прибытия участниц в начале мая должностные лица в Кито пытались благоустроить районы, которые участницы конкурса посетят, они проводили временное удаление нищих и бездомных людей из некоторых районов города. Аналогичные действия были предприняты в Бангкоке, Таиланд во время конкурса Мисс Вселенная 1992 и в Маниле, Филиппины во время конкурса Мисс Вселенная 1994. Мероприятие было опротестовано индейскими активистами и экологами, которые обвинили правительство в сокрытии от мировой общественности того, что страна пребывает в бедности.
Безопасность участниц, судей, СМИ и туристов была обеспечена в значительной степени за счет привлечения более 5000 полицейских. 16 мая, за несколько часов до прибытия участниц, которые приняли участие в параде в городе Куэнка, найдена бомба, которая была обезврежена полицией. Хотя это было протестом против экономической политики правительства Эквадора, полиция подозревала, что бомба, которую нашли только в 6 кварталах от маршрута парада, была специально приготовлена для этого события.

## Результаты

### Итоговые места

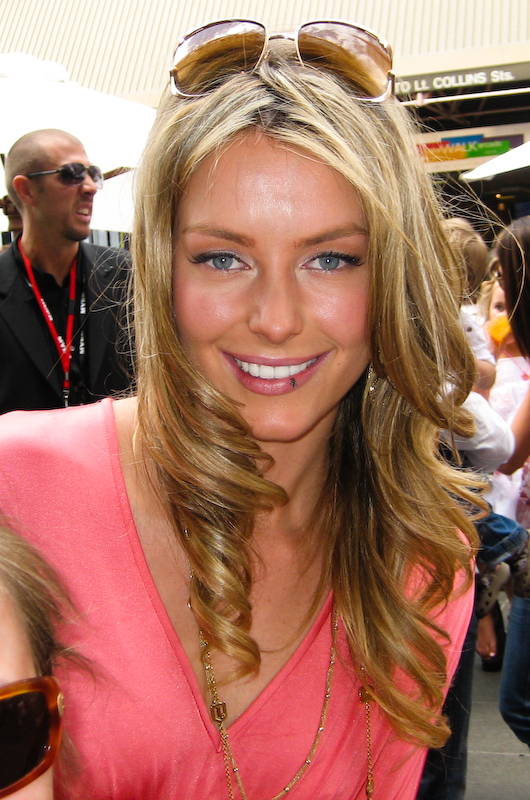
Дженнифер Хоукинс

| Результат           | Участница |
| ------------------- | --- |
| Мисс Вселенная 2004 | - Австралия — Дженнифер Хоукинс |
| 1 Вице-Мисс         | - США — Шанди Финнесси |
| 2 Вице-Мисс         | - Пуэрто-Рико — Альба Рейес |
| 3 Вице-Мисс         | - Парагвай — Янина Гонсалес |
| 4 Вице-Мисс         | - Тринидад и Тобаго — Даниэль Джонс                                                                                                  |
| Toп 10              | - Колумбия — Кэтрин Даса - Коста-Рика — Нэнси Сото - Эквадор — Сусана Риваденейра - Индия — Тануши Датта - Ямайка — Кристин Стро     |
| Toп 15              | - Ангола — Тельма Сонхи - Чили — Габриэла Баррос - Мексика — Росальва Луна - Норвегия — Катрине Сёрланд - Швейцария — Бьянка Сиссинг |

### Специальные награды
| Премия                     | Участница                    |
| -------------------------- | ---------------------------- |
| Мисс Конгениальность       | - Италия — Лайа Манетти      |
| Мисс Фотогеничность        | - Пуэрто-Рико — Альба Рейес  |
| Лучший национальный костюм | - Панама — Джессика Родригес |

## Участницы
| Страна                   | Фото | Участница                                      | Дата рождения | Рост | Родной город            |
| ------------------------ | ---- | ---------------------------------------------- | ------------- | ---- | ----------------------- |
| Австралия                |      | Дженнифер Хоукинс (Jennifer Hawkins)           | 22.12.1983    | 180  | Холмсвилл               |
| Австрия                  |      | Даниэла Штригл (Daniela Strigl)                |               |      |                         |
| Ангола                   |      | Телма Сони (Telma Sonhi)                       |               |      |                         |
| Антигуа и Барбуда        |      | Энн-Мари Браун (Ann-Marie Brown)               |               |      |                         |
| Аруба                    |      | Зизи Ли (Zizi Lee)                             |               |      |                         |
| Багамские острова        |      | Ракель Хортон (Raquel Horton)                  |               |      |                         |
| Барбадос                 |      | Синди Бастон (Cindy Baston)                    |               |      |                         |
| Белиз                    |      | Лейла Панди (Leilah Pandy)                     |               |      |                         |
| Бельгия                  |      | Линдси Дехолландер (Lindsy Dehollander)        |               |      |                         |
| Болгария                 |      | Ивелина Петрова (Ivelina Petrova)              |               |      |                         |
| Боливия                  |      | Габриэла Овьедо (Gabriela Oviedo)              |               |      |                         |
| Ботсвана                 |      | Ичо Кеолотсве (Icho Keolotswe)                 |               |      |                         |
| Бразилия                 |      | Фабиани Никлотти (Fabiane Niclotti)            |               |      |                         |
| Венгрия                  |      | Бланка Бакос (Blanka Bakos)                    |               |      |                         |
| Венесуэла                |      | Ана Карина Аньес (Ana Karina Áñez)             | 4.1.1985      | 180  | Баркисименто            |
| Вьетнам                  |      | Hoàng Khánh Ngọc (Hoàng Khánh Ngọc)            | 17.3.1985     | 181  | Hải Dương               |
| Гайана                   |      | Одесса Филлипс (Odessa Phillips)               |               |      |                         |
| Гана                     |      | Минай Донкор (Minaye Donkor)                   |               |      |                         |
| Германия                 |      | Шермине Шаривар (Shermine Sharivar)            |               |      |                         |
| Греция                   |      | Валия Какоути (Valia Kakouti)                  | 1981          |      |                         |
| Грузия                   |      | Нино Муртазашвилли (Nino Murtazashvilli)       |               |      |                         |
| Гуам                     |      | Марва Визерборн (Marva Weatherborn)            |               |      |                         |
| Дания                    |      | Тина Кристенсен (Tina Christensen)             |               |      |                         |
| Доминиканская республика |      | Ларисса Фиалло (Larissa Fiallo)                | 17.6.1983     | 185  | Консепсион-де-ла-Вега   |
| Египет                   |      | Хеба Эл-Сиси (Heba El-Sisy)                    | 1983          |      |                         |
| Израиль                  |      | Галь Гадот (Gal Gadot)                         | 30.4.1985     |      | Рош-ха-Аин              |
| Индия                    |      | Танушри Дутта (Tanushree Dutta)                | 19.3.1981     |      |                         |
| Ирландия                 |      | Катриона Дуигнам (Cathriona Duignam)           |               |      |                         |
| Испания                  |      | Мария Руис (María Jesús Ruiz)                  |               |      |                         |
| Италия                   |      | Лайя Манетти (Laia Manetti)                    |               |      |                         |
| Каймановы острова        |      | Стейси Энн Келли (Stacey-Ann Kelly)            |               |      |                         |
| Канада                   |      | Венесса Фишер (Venessa Fisher)                 | 1986          |      |                         |
| Кения                    |      | Анита Майна (Anita Maina)                      |               |      |                         |
| Кипр                     |      | Наия Яковиду (Nayia Iacovidou)                 |               |      |                         |
| Китай                    |      | Чжан Мен (Zhang Meng)                          |               |      |                         |
| Колумбия                 |      | Катерина Даса (Catherine Daza)                 |               |      |                         |
| Коста-Рика               |      | Нанси Сото (Nancy Soto)                        |               |      |                         |
| Кюрасао                  |      | Анжелина да Силва (Angeline da Silva)          |               |      |                         |
| Ливия                    |      | Мари Жозе Хнейн (Marie-José Hnein)             |               |      |                         |
| Малайзия                 |      | Андреа Фонсека (Andrea Fonseka)                | 29.8.1984     |      |                         |
| Мексика                  |      | Росальва Луна (Rosalva Luna)                   |               |      |                         |
| Нигерия                  |      | Анита Увагбале (Anita Uwagbale)                |               |      |                         |
| Нидерланды               |      | Линсдей Пронк (Linsday Pronk)                  |               |      |                         |
| Никарагуа                |      | Марифели Аргуельо (Marifely Argüello)          |               |      |                         |
| Норвегия                 |      | Катрин Сёрланд (Kathrine Sørland)              | 25.3.1980     | 175  | Ставангер               |
| Панама                   |      | Джессика Родригес (Jéssica Rodríguez)          |               |      |                         |
| Парагвай                 |      | Янина Гонсалес (Yanina González)               |               |      |                         |
| Перу                     |      | Лисель Холлер (Liesel Holler)                  |               |      |                         |
| Польша                   |      | Паулина Панек (Paulina Panek)                  |               |      |                         |
| Пуэрто-Рико              |      | Альба Рейес (Alba Reyes)                       |               |      |                         |
| Россия                   |      | Ксения Кустова (Ksenia Kustova)                | 9.06.1983     | 180  | Новосибирск             |
| Сальвадор                |      | Габриэла Мехиа (Gabriela Mejía)                |               |      |                         |
| Сент-Винсент и Гренадины |      | Лаферне Фрейзер (Laferne Fraser)               |               |      |                         |
| Сербия и Черногория      |      | Драгана Дуйович (Dragana Dujović)              |               |      |                         |
| Сингапур                 |      | Сэнди Чуа (Sandy Chua)                         |               |      |                         |
| Словакия                 |      | Зузана Дворска (Zuzana Dvorska)                |               |      |                         |
| Словения                 |      | Сабина Ремар (Sabina Remar)                    |               |      |                         |
| США                      |      | Шанди Финнесси (Shandi Finnessey)              | 9.6.1978      | 180  | Флориссан               |
| Таиланд                  |      | Моракот Киттисара (Morakot Aimee Kittisara)    | 1.2.1984      | 170  | Лондон (Великобритания) |
| Тайвань                  |      | Джени Ю-Чен (Janie Yu-Chen Hsieh)              |               |      |                         |
| Теркс и Кайкос           |      | Шамара Ариза (Shamara Ariza)                   |               |      |                         |
| Тринидад и Тобаго        |      | Даниэль Джонс (Danielle Jones)                 |               |      |                         |
| Турция                   |      | Фатос Сегмен (Fatos Segmen)                    |               |      |                         |
| Украина                  |      | Александра Николаенко (Oleksandra Nikolayenko) | 3.7.1981      |      |                         |
| Уругвай                  |      | Николь Дюпон (Nicole Dupont)                   |               |      |                         |
| Филиппины                |      | Марикар Балагтас (Maricar Balagtas)            |               |      |                         |
| Финляндия                |      | Мира Сало (Mira Salo)                          |               |      |                         |
| Франция                  |      | Летиция Блеже (Lætitia Bléger)                 | 10.4.1981     |      | Колмар                  |
| Хорватия                 |      | Марижана Рупсич (Marijana Rupčić)              |               |      |                         |
| Чехия                    |      | Люси Вачова (Lucie Váchová)                    |               |      |                         |
| Чили                     |      | Габриэла Баррос (Gabriela Barros)              |               |      |                         |
| Швейцария                |      | Бьянка Сиссинг (Bianca Sissing)                |               |      |                         |
| Швеция                   |      | Катарина Вигандер (Katarina Wigander)          |               |      |                         |
| Эквадор                  |      | Сусана Риваденейра (Susana Rivadeneira)        |               |      |                         |
| Эстония                  |      | Сирле Калма (Sirle Kalma)                      |               |      |                         |
| Эфиопия                  |      | Ферехивот Абебе (Ferehyiwot Abebe)             |               |      |                         |
| ЮАР                      |      | Джоан Рамагоши (Joan Ramagoshi)                |               |      |                         |
| Южная Корея              |      | Чой Юн-Янг (Choi Yun-yong)                     |               |      |                         |
| Ямайка                   |      | Кристина Стро (Christine Straw)                |               |      |                         |
| Япония                   |      | Эри Машимото (Eri Machimoto)                   |               |      |                         |

## Судьи
Судьями на конкурсе были:
- Анна Мартин — Вице-Президент косметической компании Procter & Gamble
- Петра Немцова — Sports Illustrated супермодель
- Моника Менникен — супермодель
- Элса Банитес — супермодель
- Бо Дерек — актриса и модель
- Кэти Фитц — Today Show, победитель в «You Be The Judge»
- Венди Фицуильям — Мисс Вселенная 1998
- Билл Ранцик — победитель в первом сезоне сериала The Apprentice
- Джон Тутоло — президент Trump Model Management
- Джефферсон Перес — эквадорский спортсмен, получивший на Олимпиаде 1996 золотую медаль
- Эмилио Эстефан — музыкальный продюсер

Кваме Джексон, занявшая второе место во втором сезоне сериала Ученик, первоначально была выбрана в качестве судьи, но она была дисквалифицирована, поскольку она случайно посетила гостиницу, где жили участницы, и общалась с некоторыми из участниц.

## Подробнее об участницах

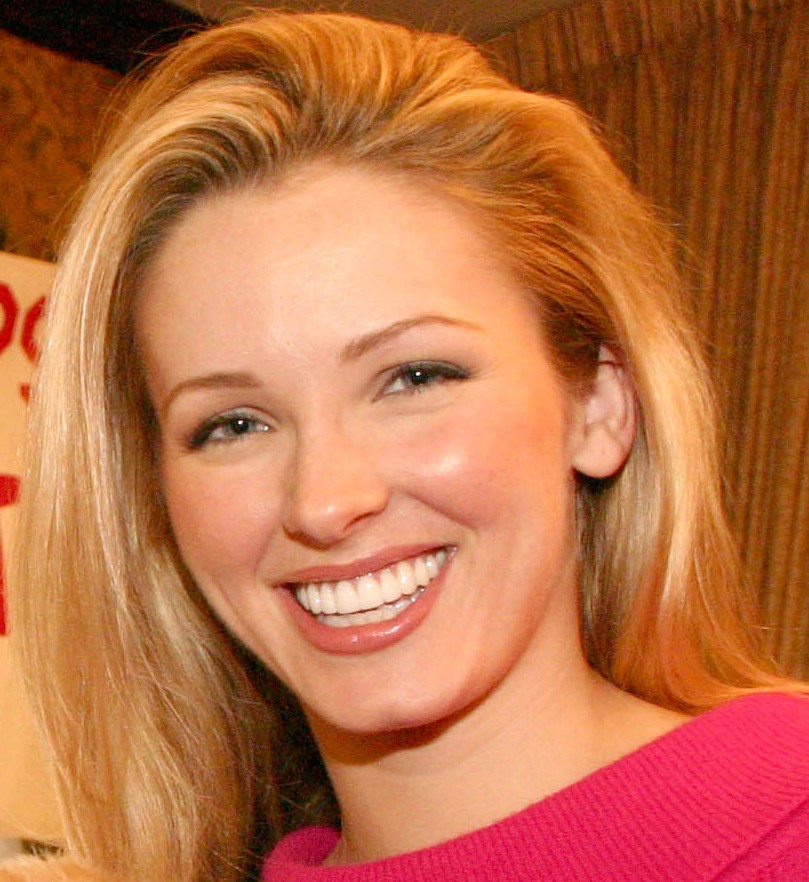
Представительница США Шанди Финнесси

- - Некоторые участницы ранее участвовали в конкурсе Мисс Мира, в том числе три участницы, занявшие места в Топ-10 на этом конкурсе:
  -  Кристин Стро(Ямайка), 5 вице-мисс на Мисс Мира 1998, а также попала в первую десятку на Мисс Вселенная.
  -  Зизи Ли из Арубы, была первой занявшей второе место на Мисс Мира 2001 и  Александра Николаенко(Украина), попавшей в полуфинал. Обе участвовали в Мисс Вселенная
  - Катрин Сэрланд  Мисс Норвегия была третьей вице-мисс на Мисс Мира 2002, а также полуфиналисткой на конкурсе Мисс Вселенная.
  - Одесса Филипс из Гайаны также выступала на "Мисс Мира 2002.
  -  Бьянка Сиссинг(Швейцария), была в Топ-15 на Мисс Вселенная, была также полуфиналисткой в конкурсе Мисс Мира 2003. Другая полуфиналистка в этом конкурсе Мари-Хосе Хней (Ливан), не добилась результатов на Мисс Вселенная.
  - Люси Вачова (Чехия),  Энн-Мари Браун (Антигуа и Барбуда) и Анджелина да Силва (Кюрасао) также выступали на "Мисс Мира 2003, но по правилам не смогли участвовать в этот год в обоих конкурсах.
  -  Хеба Эль-Сиси  (Египет) затем участвовала в Мисс Мира 2004, вместе с  Стейси Энн Келли' (Каймановы острова), Анита Увагбале (Нигерия), и Джоан Рамагоши (Южная Африка). Участница изНигерии, вошла в полуфинал на "Мисс Мира 2004.
- Янина Гонсалес (Парагвай), стала третьей вице-мисс на "Мисс Вселенная и участвовала в Мисс Земля 2004. Марифели Аргуэльо (Никарагуа) и Лисел Холлер (Перу)не добились результата на Мисс Вселенная, но вошли в полуфинал на Мисс Земля 2004. Ферехивот Абебе (Эфиопия) иСильвия Габриэла Мехия (Сальвадор) не добились результата в обоих конкурсах.
- Александра Николаенко (Украина) была приглашена в качестве судьи на финал конкурса Мисс Вселенная 2005 в Таиланде, а затем стала директором конкурса Мисс Вселенная Украина.
- Зита Галгокиова изначально была избрана представлять Словакию,[24], но она была заменена на первую вице-мисс Жужану Дворску, потому что Зита Галгокиова не прошла минимальный возрастной ценз.